# Vitvingad vitstjärt
Vitvingad vitstjärt (Myioborus pictus) är en huvudsakligen centralamerikansk fågel i familjen skogssångare inom ordningen tättingar.

## Utseende
Vitvingad vitstjärt är den största av vitstjärtarna med en kroppslängd på 15 cm. Den adulta fågeln är mestadels svart, med lysande rött på nedre delen av bröstet och buken, stora vita vingfläckar, vita yttre stjärtpennor och en vit halvmåne under ögat. Näbb och ben är svarta.
Ungfågeln saknar den adulta fågelns röda buk och glansigt svarta fjäderdräkt. Istället är den brungrå med blekare buk och undre stjärttäckare samt blekt gräddfärgad eller beige ton på vingfläcken.

## Läte
Sången är en relativt mörk, mjuk och musikalisk melodi, där de flesta fraser avges i par. Lätet beskrivs som ett högljutt "bdeeyu", inte olikt tallsiskan.

## Utbredning och systematik
Vitvingad vitstjärt delas in i två underarter med följande utbredning:
- Myioborus pictus pictus – förekommer i bergen i sydvästra USA till södra Mexiko (Guerrero, Oaxaca och Veracruz)
- Myioborus pictus guatemalae – förekommer i bergen i södra Mexiko (Chiapas) till norra Nicaragua

## Levnadssätt
Vitvingad vitstjärt är en vanlig fågel i öppna ekskogar och kanjoner på mellan 1.500 och 2.000 meters höjd. Den häckar på marken och gömmer sitt bo bland stenar, grästuvor och rötter på kraftigt sluttande mark. Honan lägger tre till fyra vita eller gräddvita rödbrunfläckiga ägg som ruvas i 14 dagar.

### Föda
Födan består huvudsakligen av insekter, men också sav, och vid fågelmatningar vintertid kan den ta sockervatten, jordnötssmör och talg. Den plockar insekter från lövverket, trädstammar och grenar som den skrämmer upp genom upp genom att spärra ut stjärten och vingarna. Den kan också ses fånga insekter i flykten.

## Status och hot
Arten har ett stort utbredningsområde och en stor population, men tros minska i antal, dock inte tillräckligt kraftigt för att anses vara hotad. Utifrån dessa kriterier kategoriserar internationella naturvårdsunionen IUCN arten som livskraftig (LC). Beståndet uppskattas till cirka 600 000 vuxna individer.